# 沙坪镇 (垫江县)
沙坪镇，是中华人民共和国重庆市垫江县下辖的一个乡镇级行政单位。

## 行政区划
沙坪镇下辖以下地区：
沙坪社区、前进村、人和村、双坪村、安坪村、平乐村、东印村、李白村、白杨村、红旗村、毕桥村、江石村、建安村、永胜村、双塘村、六角村、环大村、竹鸡村和乐天村。